# サン・クリストバル島

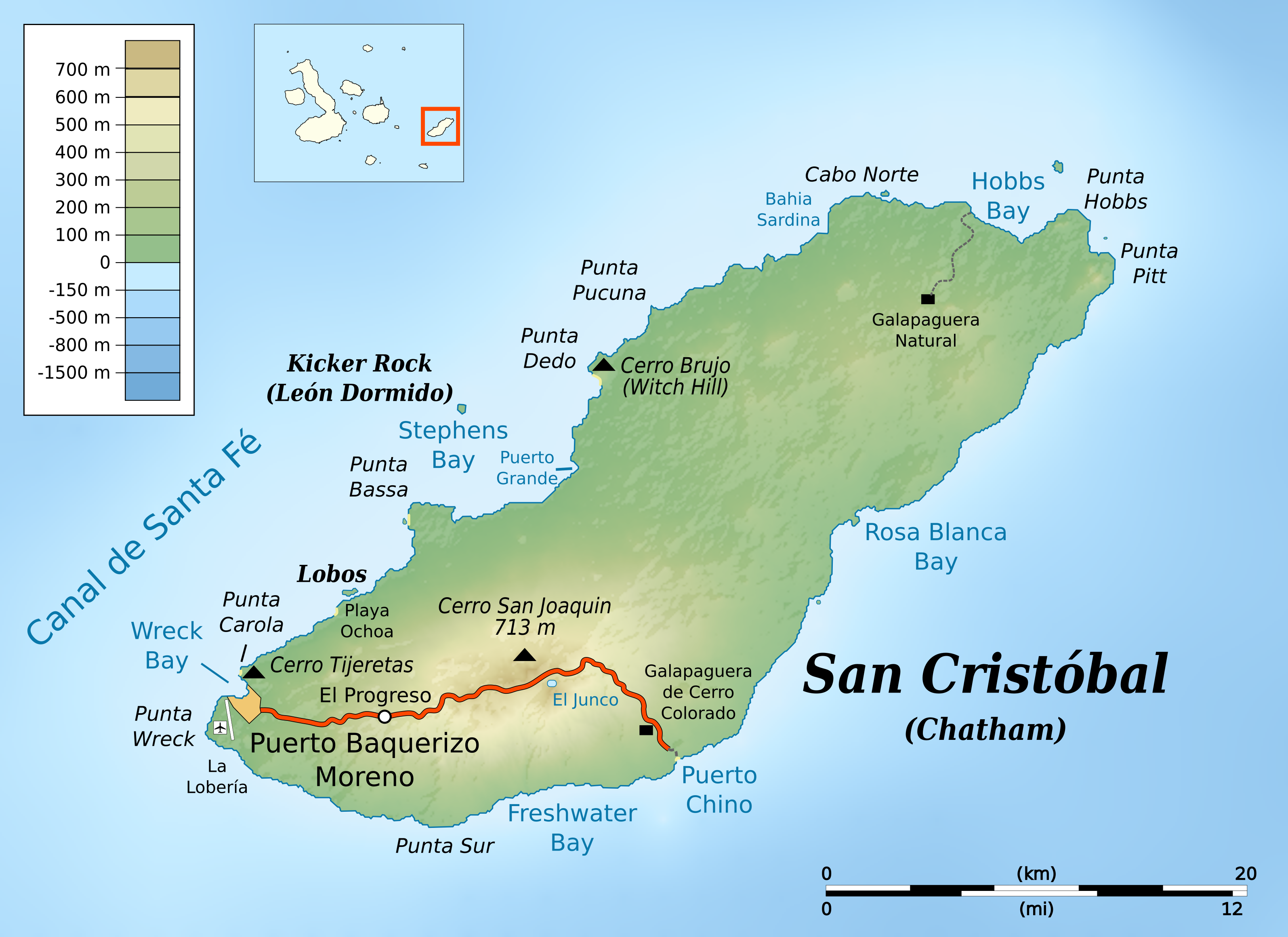
サン・クリストバル島地形図

サン・クリストバル島（スペイン語: Isla de San Cristóbal、チャタム島、英語: Chatham Island）は、ガラパゴス諸島の東端にある島で、地質学的に最も古い島の1つである。
島のスペイン語名（公式のエクアドルの名称）「サン・クリストバル」は、船乗りの守護聖人である聖クリストフォルスより名付けられている。英語を話す人達はさらに、初代チャタム伯爵のウィリアム・ピットに由来するチャタム島という伝統的英語名を優先して使用している。

## 歴史
サンクリストバル島は、3つないし4つの複合する火山からなり、それらすべての活動は停止している。1835年に訪れたチャールズ・ダーウィンが最初に上陸した島であり、また、群島の最も古い入植の地の基点でもある。島のエル・フンコと呼ばれる湖は、群島において唯一の淡水の供給源であり、淡水を利用できることがサンクリストバル島の早期入植につながった。1880年にはサン・クリストバル島に流刑地（英: Penal colony）がエクアドル本土からの囚人のために構築された。その後、ここはエクアドルの基地に変わり、砂糖、コーヒー、キャッサバ、ウシ、魚類、ライムなど島の産物の輸送センターである現在のプエルト・バケリソ・モレノとなった。

## 地理
サン・クリストバル島は、558km2の面積があり、最高点は標高730mとなる。群島のうちサンタ・クルス島に次いで人口が多く、2010年における島内の居住人口は7,330人であった。サン・クリストバル島の住民の大部分は、ガラパゴス県の県都であるプエルト・バケリソ・モレノの港町に住み、政府、観光、漁業により生活している。この群島の中心地の1つであるプエルト・バケリソ・モレノは、島の南西端に位置する。2つの航空会社が、エクアドルのグアヤキルからサンクリストバル空港に直接運行しており、キトからの便は乗客のためにグアヤキルを経由する。

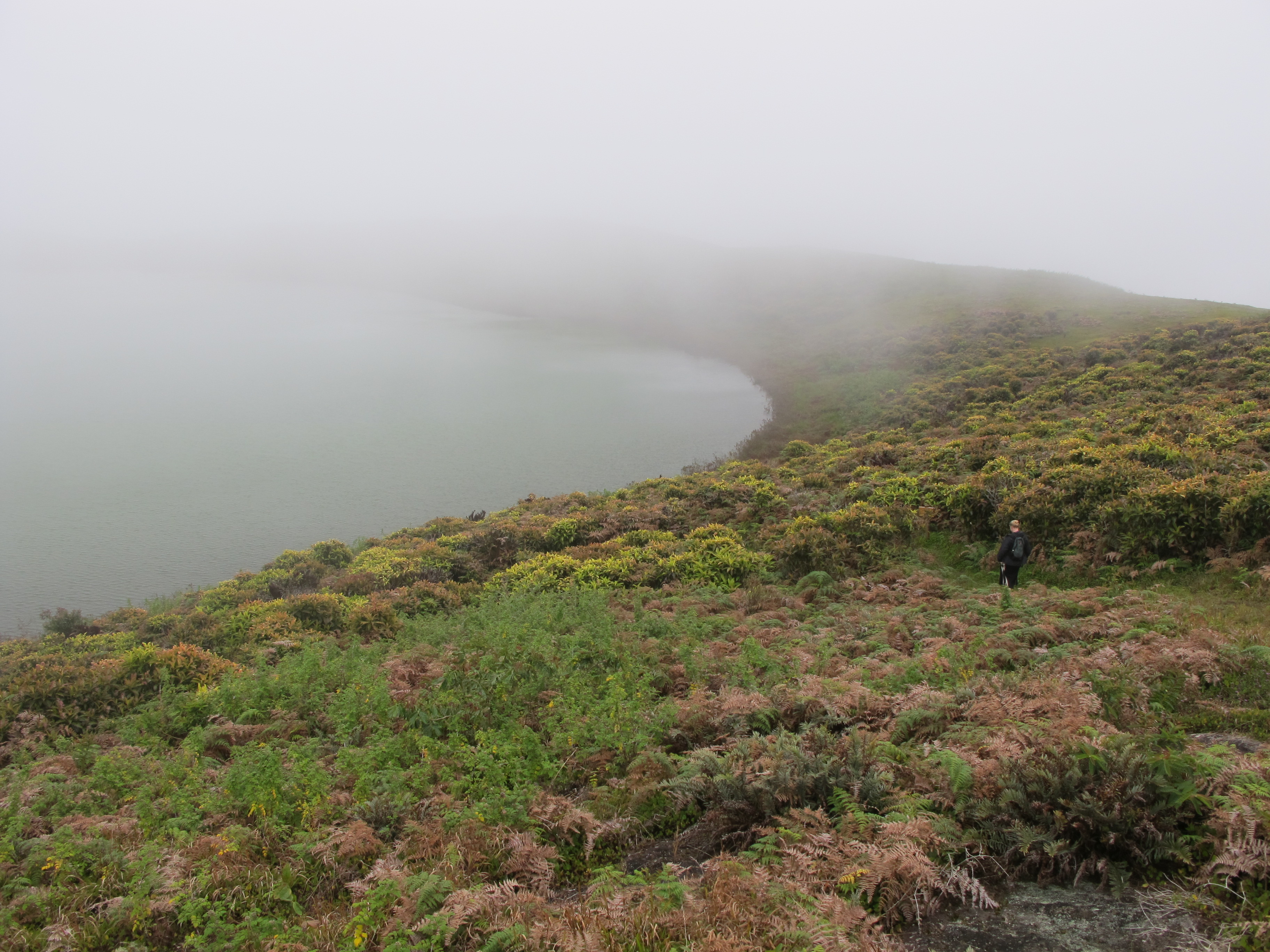
エル・フンコ。ガラパゴス諸島最大の淡水湖

群島のなかで最大の淡水湖であるエル・フンコは、島の南半端にあるサン・クリストバル島の高地、標高およそ700mの噴火口に位置している。その火山湖に至るには短い登坂を要する。湖は野鳥の大きな生息域であり、グンカンドリ類が湖の上を飛行し、固有種であるサンクリストバルマネシツグミも見られる。近くにある、ラ・ガラパグエラ（西: La Galapaguera）は、ゾウガメの育種場および保護区域である。
プエルト・バケリソ・モレノの町の近い、島の観光地域としてのセロ・ティヘレタス（西: Cerro Tijeretas）には、グンカンドリ類の集団営巣地およびチャールズ・ダーウィンの像があり、1835年9月16日に、ビーグル号の航海でガラパゴス諸島に初めて上陸した場所を示している。ガラパゴスアシカの繁殖地であるラ・ロベリア（西: la Loberia）は、町からバスで約10分のところにある。

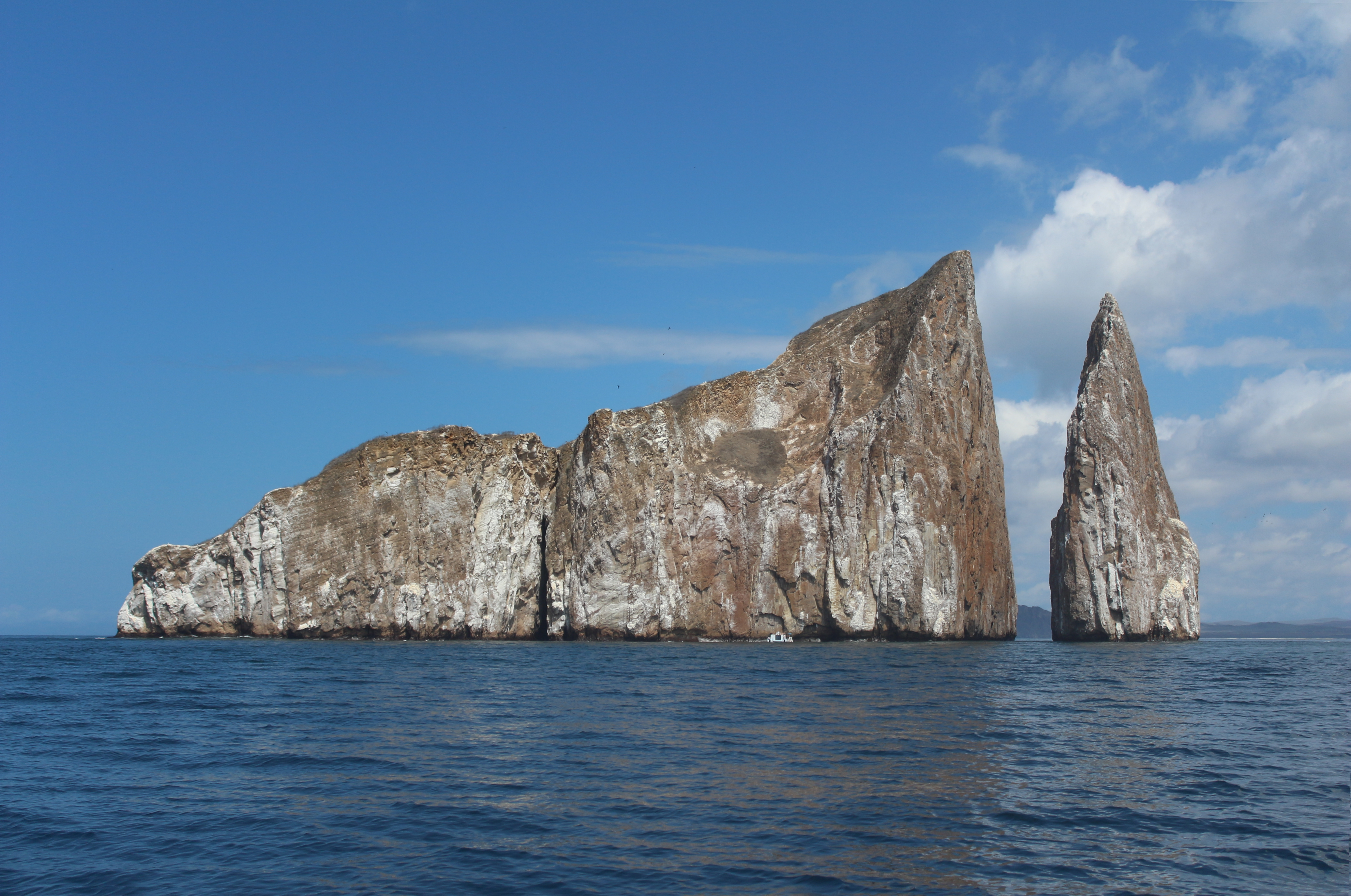
キッカー・ロック

地元のボート・ツアーでは、訪問者をダイビング・スポット近くのよく知られる2か所に案内する。サン・クリストバル島の北西に位置する「キッカー・ロック」（英: Kicker Rock、レオン・ドルミード、西: Léon Dormido 〈「眠れる獅子」の意〉）は、2つに割れた溶岩丘の残存部を示している。また「イスラ・ロボス」（西: Isla Lobos、英: sea lion island〈アシカ島〉）は、アオアシカツオドリの営巣地である。

## 生物
この島には、グンカンドリ類、アオアシカツオドリおよびアカアシカツオドリ、アカハシネッタイチョウ、アカメカモメ、ガラパゴスゾウガメ（亜種 G. n. chathamensis）、ウミイグアナ、ガラパゴスアシカ、それにイルカなどが生息している。植物では、スベリヒユ科の Calandrinia galapagosa、キク科の Lecocarpus darwinii、およびリグナムバイタ (Lignum vitae) や、マタザーノ (Piscidia carthagenensis) などの木が分布する。付近の海域には、サメ、エイ、ロブスターが生息する。

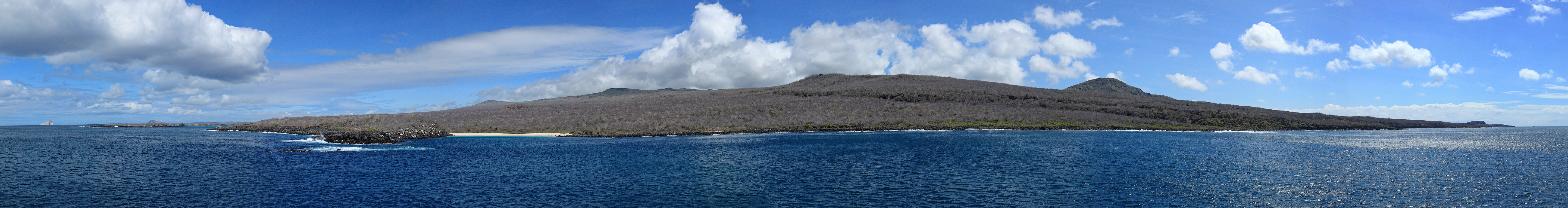
サン・クリストバル島の西側